# Ольга Сафайя
Ольга Сафайя, или же Ольга Сапфир (яп. オリガ・サファイア, 28 июня 1907, Санкт-Петербург — 20 июня 1981, Токио) — сценический псевдоним японской балерины российско-немецкого происхождения Ольги Ивановны Павловой (яп. オリガ・イワーノヴナ・パヴロワ). Выйдя замуж в 1933 году за японского дипломата Такэхиса Симидзу, работавшего в японском посольстве в СССР, в 1936 году она после получения японского подданства переехала в Японию, став там первым балетным педагогом — носителем т. н. «мариинского стиля». Её японское имя, взятое при натурализации — Мидори Симидзу (яп. 清水 みどり).

## Биография
Родилась в Санкт-Петербурге, в семье российских немцев, инженеров по профессии. В 1918 году начала заниматься балетом в Петроградском театральном училище (ныне Академия русского балета имени А. Я. Вагановой), где среди её педагогов был Борис Романов.
После окончания училища стала прима-балериной региональной труппы[какой?], выступая в спектакле «Красный мак» в роли Тао Хоа с гастролями по Сибири, Центральной Азии и пр.
В 1933 году вышла замуж за японского дипломата Такэхиса Симидзу, работавшем в посольстве Японии в СССР, в 1936 году получила гражданство Японии, при натурализации взяла японское имя Мидори Симидзу (яп. 清水 みどり).
После замужества её приметил Итидзо Кобаяси, основатель женского театра Такарадзука Рэвуэ, и предложил переехать в Японию и выступать в Нихон гэкидзё/Нитигэки («Японский театр», в котором она стала единственным человеком с Запада). Ольга приняла это предложение и 14 мая 1936 года покинула СССР.
После переезда в Японию по рекомендации Кобаяси она начала обучать «Японскую театральную драматическую труппу» — менеджер театра Хата Тоёкити доверил ей занятия с артистами и постановку хореографии. В 1937 году она сделала балетную постановку (включая 4 номера из «Лебединого озера» и балет на японскую тему), сама выступив в составе труппы на сцене. Также поставила балет «Баядерка».
Продолжала участвовать в постановках до 1951 года, в 1953 году окончательно ушла со сцены, проведя прощальное благодарственное танцевальное выступление в Императорском театре Токио. Продолжала обучать балету учеников в балетном зале у себя дома.
С помощью своего мужа написала 3 книги, посвящённые балету, сильно повлиявшие на развитие этого вида искусства в Японии. Один из её учеников Сато Тосико посвятил ей свою книгу «Ольга Сафайя — балерина родом с Севера» (яп. 北国からのバレリーナ -オリガ・サファイア).

## Ученики
- Кимико Мацуяма
- Акэми Мацуо
- Момоко Тани
- Иппэй Фукуда
- Исигэру Фудзита
- Адзума Юсаку (также учившийся у Елены Павловой)